# Kevin Shipp
Pour les articles homonymes, voir Shipp.
Kevin Shipp, né en 1956 à Laramie, Wyoming, est un officier à la retraite de la CIA. Il est également essayiste.

## Biographie
Shipp est né à Laramie, Wyoming, mais en grandissant, lui et sa famille ont déménagé à Falls Church, en Virginie, où il a passé la majeure partie de sa vie depuis. Après l'école élémentaire, il a d'abord étudié à Virginia Tech à Blacksburg, en Virginie, où il a obtenu un baccalauréat. en biologie. Il a ensuite reçu une maîtrise en «psychophysiologie médico-légale» de «l'Académie du département de la Défense pour l'évaluation de la crédibilité».
En tant qu'officier de la CIA, il a reçu plusieurs médailles. Après sa carrière à la CIA, il est devenu lanceur d'alerte et il a sévèrement critiqué l'organisation. Il a décrit en détail de manière critique la CIA et de ce qu'on appelle parfois «l'État profond aux États-Unis» dans ces livres.

## Citations
- Deux "Citations d'unité méritoire de la CIA"[1]
- Trois "Prix de performance exceptionnelle"[1]
- Un "Médaillon pour les opérations secrètes à l'étranger."[1]

## Publications
- Form the cold
- From the company of shadows[3]